# Saverio Manetti

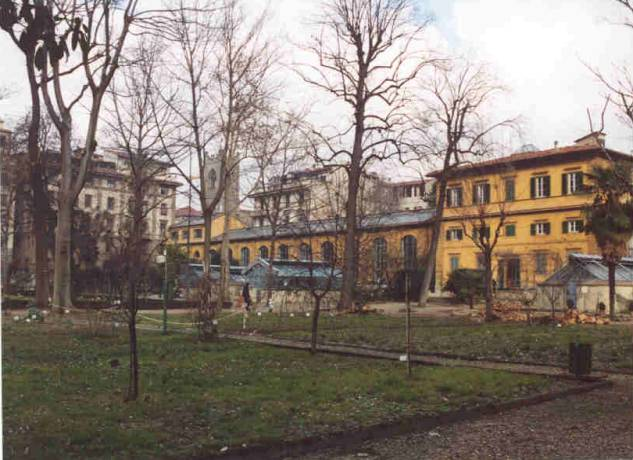
Giardino dei Semplici

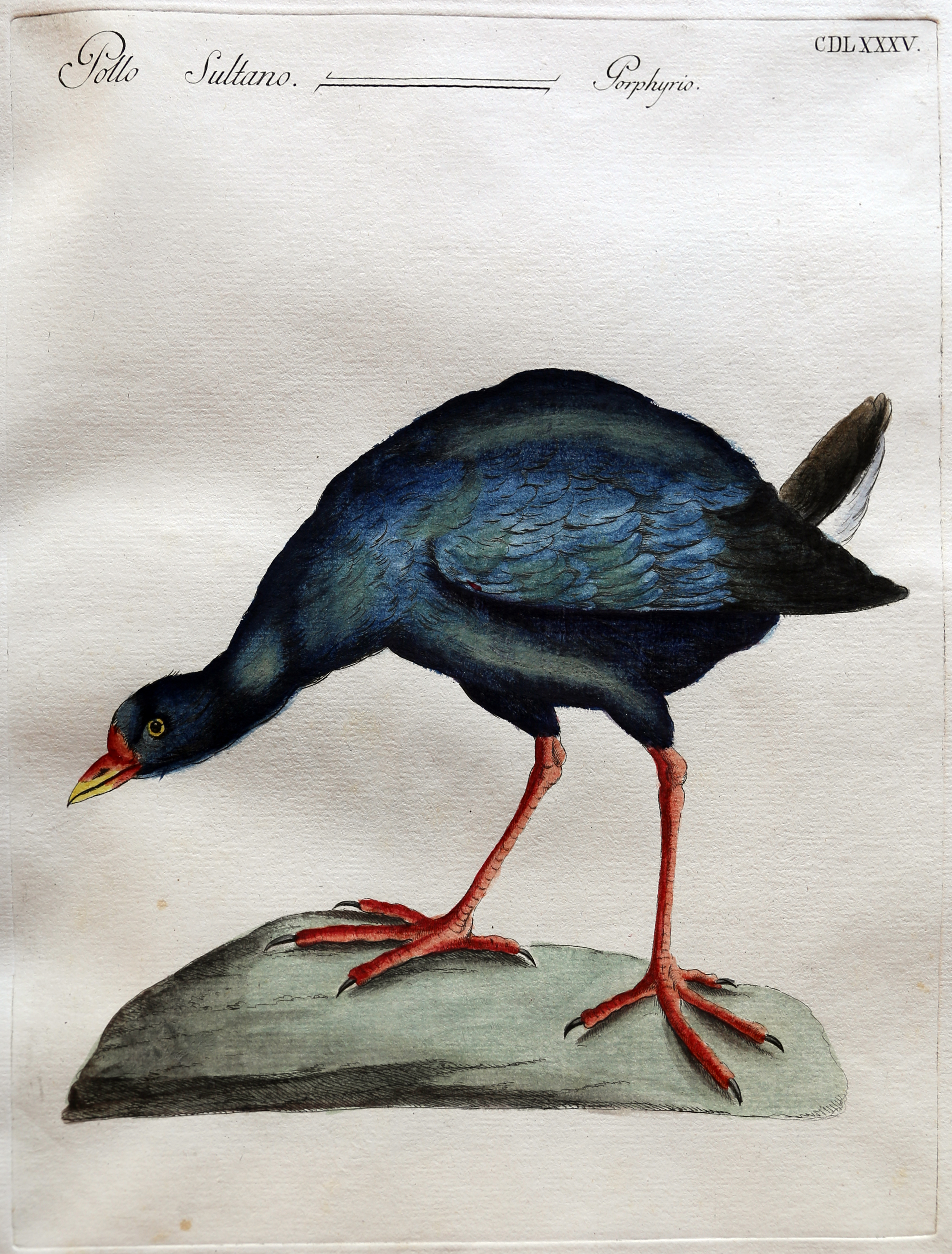
Tavola dellOrnithologia methodice digesta, "Pollo sultano" (1767-76)

Saverio Manetti (1723 – 1785) è stato un medico e botanico italiano a Firenze.

## Biografia
Nella dedica a sé stesso di una tavola della Storia naturale degli uccelli elenca i seguenti titoli: Professore di botanica della Società Botanica Fiorentina, Medico del "Collegio Fiorentino", Accademico dell'"Accademia Imperiale Leopoldiana dei curiosi di Germania", Socio onorario della Reale [Società] delle Scienze di Londra, di Gottinga e di Montpellier, Accademico dell'Istituto di Bologna.
Studiò anatomia con Antonio Cocchi (1695–1758). Alla morte del suo maestro ne eseguì l'autopsia descrivendone in una lettera procedimenti e reperti tanto accuratamente da consentire ancora oggi una precisa diagnosi medica.
L'opera principale di Manetti in campo medico fu il trattato Della inoculazione del vajuolo. L'opera, rivolta a un ampio pubblico, rappresentava uno sforzo propagandistico per la diffusione della variolizzazione, un metodo di protezione dal vaiolo prima che Jenner introducesse la vaccinazione.
Ha descritto per primo un genere di liane del Centro America che da lui prende il nome (Manettia).
Intrattenne stretti contatti scientifici con il botanico svedese Carlo Linneo e con i principali circoli scientifici della seconda metà del XVIII secolo.
Fu sovrintendente del Giardino dei Semplici di Firenze dal 1749 al 1782 succedendo a Giovanni Targioni Tozzetti e segretario perpetuo dell'Accademia dei Georgofili.
Con notevole sforzo organizzativo, curò la pubblicazione della Storia naturale degli uccelli, un monumentale catalogo in cinque tomi illustrato con 600 incisioni acquarellate opera dell'abate Lorenzo Lorenzi e di Violante Vanni che ripresero le immagini della collezione del marchese Giovanni Gerini. L'opera impegnò il Manetti quasi per un decennio soprattutto per la ricerca di finanziatori che venivano riconosciuti nelle numerose dediche delle tavole.

## Opere

### Autore
- 1751 Viridarium Florentinum: sive, Conspectus plantarum quae floruerunt, & semina deterunt hoc anno 1750 in Horto Caesareo Florentino.... 109 pp. on line
- 1751 Conspectus plantarum. Ed. Ex Typographia Bernardi Paperini, 139 pp.
- 1751 Illustrissimo ac generoso Societatis Botanicae Florentinae praesidi Antonio Francisco Acciaioli Toriglioni... hoc observantiae venerationisque suae monumentum d.d.d. Xaverius Manetti: (Spicilegium plantas continens CCCXXV. Viridario Florentino addendas pro aestivis demonstrationibus hujus anni 1751). 32 pp.
- 1754 François Boissier de Sauvages, Saverio Manetti.  Due Dissertazioni fisico-mediche. Ed. Gaetano Albizzini. 286 pp.
- 1756 Saverio Manetti, Karl von Linneo.  Regnum vegetabile iuxta systema naturae in classes, ordines et genera constitutum. 116 pp. on line
- 1761  Della inoculazione del vajuolo. Trattato di Saverio Manetti medico del Collegio fiorentino, Firenze, Andrea Bonducci, 1761.
- 1762 Saverio Manetti, Giuseppe Angelo Casagrande. Lettera de sig. dott. Saverio Manetti: che può servire di Supplemento al suo Trattato sull'inoculazione del vajuolo: diretta al dottore Giuseppe Angelo Casagrande Cremonese... Ed. Appresso Andrea Bonducc. 52 pp.
- 1765 Saverio Manetti, andrea Ginori. Delle specie diverse di frumento e di pane siccome della panizzazione memoria. Ed. Moücke. 237 pp. on line

### Curatore
- 1767-1776. Saverio Manetti, Lorenzo Lorenzi e Violante Vanni. Storia naturale degli uccelli. Stamperia Mouckiana, Firenze.